# Kossuthův most (Győr)
Kossuthův most (maďarsky Kossuth híd) se nachází poblíž Győru a překlenuje Mošonský Dunaj (bezprostředně za ústím Ráby). Svůj název nese podle Lajose Kossutha, maďarského revolucionáře. Most měří 126 metrů a spojuje centrum města, konkrétně oblast Dunakapu, s náměstím Kálóczy v lokalitě Révfalu. Často bývá označován jako Révfaluský most. Oba konce mostu zdobí sochy turulů.
Na místě současného mostu stála již v 16. století starší konstrukce, která byla v roce 1899 nahrazena dřevěným mostem. Současný železný most byl postaven v letech 1926–1928 a stal se chloubou města. V roce 1945 byl zničen ustupující německou armádou a jeho rekonstrukce byla dokončena v roce 1950.